# Los Gatos (Kalifornija)
Los Gatos je gradić u američkoj saveznoj državi Kalifornija. Prema popisu stanovništva iz 2010. u njemu je živjelo 29.413 stanovnika.